# The Ruling Passion
The Ruling Passion é um filme mudo de curta-metragem norte-americano de 1911, do gênero drama, dirigido por D. W. Griffith.

## Elenco
- Edna Foster ... Billy
- Wilfred Lucas ... Pai do Billy
- Claire McDowell ... Mãe do Billy